# حوسبة الشواش
تتمثل حوسبة الشواش (Chaos computing) في فكرة استخدام الأنظمة الشواشية في الحوسبة. ويمكن استخدام الأنظمة الشواشية على وجه الخصوص لإنتاج جميع أنواع البوابات المنطقية كما أنها تسمح بالتحويل بين هذه الأنواع.

## مقدمة
تُنتج الأنظمة الشواشية أعدادًا ضخمة من الأنماط السلوكية وتكون غير منتظمة لأنها تنتقل بين هذه الأنماط. وتكون حساسة للظروف الأولية، وهو ما يعني في الواقع أن الأنظمة الشواشية يمكنها التحول بين مختلف الأنماط بسرعة هائلة.
وتقوم الحواسيب الرقمية الحديثة بالحسابات استنادًا إلى عمليات المنطق الرقمي التي يتم تنفيذها على المستوى الأدنى باعتبارها بوابات منطقية. ويوجد في الأساس سبع وظائف منطقية أساسية يتم تنفيذها باعتبارها بوابات منطقية:: بوابة AND وبوابة OR وبوابة NOT وبوابة NAND وبوابة NOR و بوابة XOR و بوابة XNOR.
وتتكون البوابة المنطقية للتحول الشواشي من دائرة لاخطية ذات ديناميات شواشية تنتج أنماطًامتنوعةً. وتستخدم آلية للتحكم لاختيار الأنماط التي تتفق مع مختلف البوابات المنطقية. وتستخدم الحساسية للظروف المبدئية للتنقل بين مختلف الأنماط بسرعة فائقة (أقل بكثير من دورة ساعة واحدة للحاسب).

## التحول الشواشي
سوف نتحدث عن أحد الأنظمة الشواشية العامة المعروفة باسم المتتالية اللوجستية.كمثال على كيفية عمل التحول الشواشي. وهذه المتتالية اللاخطية خضعت لدراسة دقيقة حول مسلكها الشواشي والمعادلة التالية تقدم التمثيل الوظيفي لها:
{\displaystyle \qquad x_{n+1}=rx_{n}(1-x_{n})}
وفي هذه الحالة تكون قيمة x شواشية عندما تكون r>~ 3.57... وتتنقل بسرعة بين أنماط مختلفة في قيمة x مع تكرار قيمة n. ويمكن استخدام أداة تحكم في الحد الأدنى للتحكم في أو توجيه المتتالية الشواشية أو النظام الشواشي لإنتاج نمط واحد من بين أنماط كثيرة. وتقوم هذه الأداة في الأساس بتحديد عتبة في المتتالية بحيث إذا كان تكرار (“تحديث شواشي”) المتتالية يأخذ إحدى قيم x التي تزيد عن قيمة العتبة المحددة x*يكون الناتج (1) وإلا فإنه يكون (0). ونظرًا لأن النظام شواشي (فوضوي) يمكننا عند ذلك التنقل بين بوابات (“أنماط”) متنوعة بسرعة متزايدة.

## البوابات الشواشية (الفوضوية)
إن البوابة الشواشية هي تطبيق لإحدى البوابات المنطقية للتحول الشواشي التي قام بتطويرها مخترع هذه التقنية وليام ديتو 
وقدمت شركة كيولوجيكس (Chaologix Inc) عرضًا توضيحيًا حول الحاسب الشواشي (الفوضوي) الذي يتكون من شبكة من البوابات الشواشية.

## الدراسات البحثية
كما ثبت أيضًا أن الحالات الديناميكية متعددة الأبعاد المتاحة في بوابة شواشية واحدة يمكن استخدامها لتطبيق الحوسبة الشواشية المتوازية، ومن أمثلة ذلك أن هذه البنية المتوازية يمكن أن تؤدي إلى تكوين عنصر ذاكرة يشبه إس آر (SR) من خلال بوابة شواشية واحدة. ومن بين الأمثلة الأخرى ما ثبت من أن أي وظيفة منطقية يمكن تكوينها مباشرة من بوابة شواشية واحدة.